# بل هیون (ویرجینیا)
بل هیون (به انگلیسی: Bell Haven) یک منطقهٔ مسکونی در ایالات متحده آمریکا است که در شهرستان البمارل، ویرجینیا واقع شده‌است.